# Libre para amarte
Libre para amarte est une telenovela mexicaine diffusée en 2013 sur Canal de las Estrellas.

## Distribution
- Gloria Trevi : Aurora Valencia
- Gabriel Soto : Enrique del Piño
- Eduardo Santamarina : Ramón Sotomayor
- Luz Elena González : Romina
- Jacqueline Andere : Amelia Lascurain
- Marisol Santacruz : Alicia
- Eduardo De la Garza Castro : Sebastián Duke
- Consuelo Duval : Adela
- Carlos Bonavides
- Luis Bayardo : Virgilio Valencia
- Miranda Cid : Blanquita Valencia
- Lalo "El Mimo" : Louie
- Marcus Ornellas : Lucas
- Claudia Troyo : Olivia
- Pierre Angelo : Poncho
- Jorge "Coque" Muñiz : Benjamín
- Lenny De La Rosa : El Gallo
- Harry Geithner : Napoleón Vergara
- Jesús Ochoa : Don Zacararias del Piño
- Lupillo Rivera

## Diffusion internationale
- Canal de las Estrellas
- Canal de las Estrellas Amérique latine
- Canal de las Estrellas Europe
- Univision
- Teleamazonas
- Telemetro
- WLII-DT
- Telemicro

## Autres versions
- Los Canarios (Caracol Televisión, 2011-2012)

### Sources
- (en) Cet article est partiellement ou en totalité issu de l’article de Wikipédia en anglais intitulé « Libre para amarte » (voir la liste des auteurs).

- (es) Cet article est partiellement ou en totalité issu de l’article de Wikipédia en espagnol intitulé « Libre para amarte » (voir la liste des auteurs).